# Rivne (Pervomàiske)
|  | Per a altres significats, vegeu «Rivne». |

Rivne (en (ucraïnès): Рівне, en rus: Ровное, Róvnoie) és un poble de la República Autònoma de Crimea, a Ucraïna, que el 2014 tenia 99 habitants. Pertany al districte rural de Pervomàiske.